# آدم مرجان
آدم مرجان (1958 -)، لاعب كرة قدم كويتي سابق لعب لنادي كاظمة الكويتي، ومدرب كرة قدم كويتي حالي.

## مسيرته الكروية
بدأ مسيرته الكروية مع نادي كاظمة، وقد اعتزل معهم.
لعب مع منتخب الكويت لكرة القدم، وقد كان ضمن الفريق المشارك في بطولة كأس العالم لكرة القدم 1982، وكان الحارس رقم ثلاثة في منتخب الكويت لكرة القدم خلف أحمد الطرابلسي حارس مرمى نادي الكويت وجاسم بهمن حارس مرمى نادي القادسية الكويتي.

## مسيرته التدريبية
عمل مدربا للحراس في نادي كاظمة فترة طويلة، وفي موسم 1998/1999 تم تعيينه مدربا خلفا للمدرب الألماني ثيو بوكير ، في يوم 2 مارس 2008 أشيع بأن نادي كاظمة سيقيل مدربه ويعين بدلا عنه آدم مرجان  في يوم 14 مارس 2008 تردد بأن نادي كاظمة قد أقال المدرب مارينكو كولجانين وعين دانكو ماتريغان مدربا بدلا منه وآدم مرجان مساعدا له  وبعدها تم تعيينه مدربا لنادي كاظمة في وقال بأن هدفه هو الفوز بلقب كأس الأمير 2007/2008.
في يوم 30 مارس 2008 لعب مباراته الأولى مع الفريق أمام نادي القادسية الكويتي، وقد استطاع أن يحقق التعادل بهدف مقابل هدف بعد أن كان نادي القادسية الكويتي متقدما عليه بهدف مقابل لا شيء.
في يوم 8 ابريل 2008 لعب الفريق أولى مبارياته في بطولة كأس الأمير 2007/2008، وقد استطاع أن يحقق الفوز على نادي اليرموك بهدف مقابل لا شيء ، وفي مباراة الإياب في تاريخ 12 ابريل 2008 استطاعوا الفوز بهدفين مقابل لا شيء ليتأهلوا إلى دور الثمانية ، وفي يوم 17 ابريل 2008 في مباراة الدور الربع نهائي، تعرض الفريق للخسارة أمام نادي القادسية الكويتي بهدف مقابل لا شيء في مباراة الذهاب ، وفي يوم 28 ابريل 2008 خسر مرة أخرى من نادي القادسية الكويتي بهدف مقابل لا شيء وخرج من البطولة.

## الروابط الخارجية
- آدم مرجان على موقع الاتحاد الدولي (مؤرشف)  (الإنجليزية)
- آدم مرجان على موقع قاعدة بيانات كرة القدم.إي يو (الإنجليزية)
- آدم مرجان على موقع ناشيونال فوتبول تيمز (الإنجليزية)
- آدم مرجان على موقع Soccerway.com (الإنجليزية)
- آدم مرجان على موقع عالم كرة القدم.نت (الإنجليزية)